# Fábio (football, 1980)
Pour les articles homonymes, voir Fabio et Lopes.
{{Infobox Footballeur
```
| nom                 = Fábio
| image               = Fábio Deivson Lopes Maciel of Cruzeiro EC (cropped).jpg
| taille image        = 200
| légende             = Fábio en 2009.
| nom de naissance    = Fábio Deivson Lopes Maciel
| période pro         = 
| club actuel         = 
 
Fluminense FC

| numéro en club      = 1
| date de naissance   = 
30 septembre
 
1980
 
(44 ans)

| lieu de naissance   = 
Nobres
 (
Brésil
)
| nationalité         = 
 
Brésilien

| taille              = 
1,88
 
m
 (6
′
 
2
″
)

| position            = 
Gardien de but

| pied                = Droit
```

 | parcours senior     = 
1997-2000
 União Bandeirante Futebol Clube

Fábio Deivson Lopes Maciel, dit Fábio, né le 30 septembre 1980 à Nobres, est un footballeur international brésilien qui évolue au poste de gardien de but. Il est le joueur le plus capé de l'histoire du Cruzeiro EC avec 960 matchs. Il devient le joueur de football le plus capé de l'histoire en participant à son 1391ème match, lors de la rencontre entre Fluminense FC et América de Cali, le 19 août 2025. Il dépasse ainsi le gardien de but anglais, Peter Shilton.

## Biographie
En janvier 2022, Fábio annonce son départ du Cruzeiro, club où il évolue depuis près de 17 ans et dont il est le joueur le plus capé de son histoire avec 976 matches disputés. Il affirme dans un communiqué avoir tout fait pour rester, proposant de baisser son salaire, mais que la nouvelle direction, menée par Ronaldo, ne s'est pas montrée respectueuse à son égard.
En 2022, il s'engage avec Fluminense FC. En 2023, il remporte sa première Copa Libertadores et dispute en 2025 la Coupe du Monde des Clubs de la FIFA, lors de laquelle Fluminense FC atteint les demi-finales. Fabio est aussi le gardien de but avec le plus de clean-sheets, comptabilisant 508 matches sans prendre de but.
Convoqué à plusieurs reprises en sélection brésilienne entre 2003 et 2004, Fábio reste sur le banc à chaque fois mais prend part à la Coupe des confédérations 2003 et à la Copa América 2004, remportant cette dernière.

## Palmarès
- Atlético Paranaense
  - Champion de l'État du Paraná en 1998

- CR Vasco da Gama
  - Champion du Brésil en 2000
  - Vainqueur de la Copa Mercosul en 2000
  - Champion de l'État de Rio de Janeiro en 2000

- Cruzeiro EC
  - Champion du Brésil en 2013 et 2014
  - Vainqueur de la Coupe du Brésil 2000, 2017 et 2018
  - Champion de l'État du Minas Gerais en 2006, 2008, 2009, 2011, 2014, 2018 et 2019

- Fluminense FC
- Champion de l'État de Rio de Janeiro en 2022 et 2023
  - Vainqueur de la Copa Libertadores en 2023
  - Vainqueur de la Recopa Sudamericana en 2024

- Sélection brésilienne
  - Vainqueur de la Copa América en 2004
  - Vainqueur de la Coupe du monde des moins de 17 ans en 1997
  - Vainqueur du championnat d'Amérique du Sud des moins de 17 ans en 1997

Distinctions individuelles
- Ballon d'argent brésilien à son poste en 2010 et 2013
- Prêmio Craque do Brasileirão à son poste en 2010 et 2013

## Statistiques
| Saison                | Club                  | Championnat           | Championnat | Championnat | Coupe(s) nationale(s) | Coupe(s) nationale(s) | Compétition(s) continentale(s) | Compétition(s) continentale(s) | Compétition(s) continentale(s) | Ligue régionale | Ligue régionale | Autres | Autres | Total | Total |
| Saison                | Club                  | Division              | M.          | B.          | M.                    | B.                    | Comp.                          | M.                             | B.                             | M.              | B.              | M.     | B.     | M.    | B.    |
| 1997                  | União Bandeirante     | Brasileirão           | 10          | 0           | -                     | -                     | -                              | -                              | -                              | 13              | 0               | -      | -      | 23    | 0     |
| Sous-total            | Sous-total            | Sous-total            | 10          | 0           | 0                     | 0                     | -                              | -                              | -                              | 13              | 0               | -      | -      | 23    | 0     |
| 1998                  | Atlético Paranaense   | Brasileirão           | 8           | 0           | -                     | -                     | -                              | -                              | -                              | 8               | 0               | -      | -      | 16    | 0     |
| Sous-total            | Sous-total            | Sous-total            | 8           | 0           | 0                     | 0                     | -                              | -                              | -                              | 8               | 0               | -      | -      | 16    | 0     |
| 2000                  | Vasco da Gama         | Brasileirão           | 3           | 0           | -                     | -                     | -                              | -                              | -                              | -               | -               | -      | -      | 3     | 0     |
| 2001                  | Vasco da Gama         | Brasileirão           | 2           | 0           | -                     | -                     | CL                             | 3                              | 0                              | 8               | 0               | -      | -      | 13    | 0     |
| 2002                  | Vasco da Gama         | Brasileirão           | 21          | 0           | 3                     | 0                     | -                              | -                              | -                              | 2               | 0               | 1      | 0      | 27    | 0     |
| 2003                  | Vasco da Gama         | Brasileirão           | 44          | 0           | 7                     | 0                     | CL                             | 2                              | 0                              | 15              | 0               | -      | 0      | 68    | 0     |
| 2004                  | Vasco da Gama         | Brasileirão           | 19          | 0           | 4                     | 0                     | -                              | -                              | -                              | 16              | 0               | -      | -      | 39    | 0     |
| Sous-total            | Sous-total            | Sous-total            | 89          | 0           | 14                    | 0                     | -                              | 5                              | 0                              | 41              | 0               | 1      | -      | 150   | 0     |
| 2005                  | Cruzeiro EC           | Brasileirão           | 40          | 0           | 9                     | 0                     | CL                             | 3                              | 0                              | 15              | 0               | -      | -      | 67    | 0     |
| 2006                  | Cruzeiro EC           | Brasileirão           | 36          | 0           | 6                     | 0                     | CL                             | 1                              | 0                              | 15              | 0               | -      | -      | 58    | 0     |
| 2007                  | Cruzeiro EC           | Brasileirão           | 28          | 0           | 6                     | 0                     | CL                             | 2                              | 0                              | 13              | 0               | -      | -      | 49    | 0     |
| 2008                  | Cruzeiro EC           | Brasileirão           | 38          | 0           | 0                     | 0                     | CL                             | 10                             | 0                              | 14              | 0               | -      | -      | 62    | 0     |
| 2009                  | Cruzeiro EC           | Brasileirão           | 34          | 0           | 0                     | 0                     | CL                             | 14                             | 0                              | 13              | 0               | -      | -      | 61    | 0     |
| 2010                  | Cruzeiro EC           | Brasileirão           | 36          | 0           | 0                     | 0                     | CL                             | 12                             | 0                              | 12              | 0               | -      | -      | 60    | 0     |
| 2011                  | Cruzeiro EC           | Brasileirão           | 33          | 0           | 0                     | 0                     | CL                             | 8                              | 0                              | 14              | 0               | -      | -      | 55    | 0     |
| 2012                  | Cruzeiro EC           | Brasileirão           | 37          | 0           | 5                     | 0                     | -                              | -                              | -                              | 12              | 0               | -      | -      | 54    | 0     |
| 2013                  | Cruzeiro EC           | Brasileirão           | 36          | 0           | 7                     | 0                     | -                              | -                              | -                              | 13              | 0               | -      | -      | 56    | 0     |
| 2014                  | Cruzeiro EC           | Brasileirão           | 36          | 0           | 8                     | 0                     | CL                             | 10                             | 0                              | 13              | 0               | -      | -      | 67    | 0     |
| 2015                  | Cruzeiro EC           | Brasileirão           | 36          | 0           | 2                     | 0                     | CL                             | 10                             | 0                              | 11              | 0               | -      | -      | 59    | 0     |
| 2016                  | Cruzeiro EC           | Brasileirão           | 19          | 0           | 5                     | 0                     | -                              | -                              | -                              | 12              | 0               | 2      | 0      | 38    | 0     |
| 2017                  | Cruzeiro EC           | Brasileirão           | 32          | 0           | 7                     | 0                     | -                              | -                              | -                              | 1               | 0               | 0      | 0      | 40    | 0     |
| 2018                  | Cruzeiro EC           | Brasileirão           | 30          | 0           | 8                     | 0                     | CL                             | 9                              | 0                              | 13              | 0               | -      | -      | 60    | 0     |
| 2019                  | Cruzeiro EC           | Brasileirão           | 35          | 0           | 6                     | 0                     | CL                             | 8                              | 0                              | 15              | 0               | -      | -      | 64    | 0     |
| 2020                  | Cruzeiro EC           | Série B               | 36          | 0           | 4                     | 0                     | -                              | -                              | -                              | 11              | 0               | -      | -      | 51    | 0     |
| 2021                  | Cruzeiro EC           | Série B               | 37          | 0           | 4                     | 0                     | -                              | -                              | -                              | 13              | 0               | -      | -      | 54    | 0     |
| Sous-total            | Sous-total            | Sous-total            | 579         | 0           | 77                    | 0                     | -                              | 87                             | 0                              | 210             | 0               | 2      | 0      | 955   | 0     |
| 2022                  | Fluminense FC         | Brasileirão           | 38          | 0           | 8                     | 0                     | CL                             | 10                             | 0                              | 5               | 0               | -      | -      | 61    | 0     |
| 2023                  | Fluminense FC         | Brasileirão           | 35          | 0           | 4                     | 0                     | CL                             | 13                             | 0                              | 13              | 0               | 2      | 0      | 67    | 0     |
| 2024                  | Fluminense FC         | Brasileirão           | 37          | 0           | 4                     | 0                     | CL                             | 10                             | 0                              | 6               | 0               | 2      | 0      | 59    | 0     |
| 2025                  | Fluminense FC         | Brasileirão           | 0           | 0           | 0                     | 0                     | CL                             | 0                              | 0                              | 6               | 0               | 0      | 0      | 6     | 0     |
| Sous-total            | Sous-total            | Sous-total            | 110         | 0           | 16                    | 0                     | -                              | 33                             | 0                              | 30              | 0               | 4      | 0      | 193   | 0     |
| Total sur la carrière | Total sur la carrière | Total sur la carrière | 796         | 0           | 107                   | 0                     | -                              | 125                            | 0                              | 302             | 0               | 7      | 0      | 1337  | 0     |